# Chołoniewicze
Chołoniewicze (ukr. Холоневичі, Chołonewyczi) – wieś na Ukrainie w rejonie łuckim obwodu wołyńskiego.

## Historia
Prywatna wieś szlachecka, położona w województwie wołyńskim, w 1739 roku należała do klucza Stepań Lubomirskich. Pod koniec XIX wieku wieś w gminie Silno, w powiecie łuckim.
Do 2020 w rejonie kiwereckim.

## Czytaj także
- Zbrodnie w Chołoniewiczach